# La melodía es en tu alma
«La melodía es en tu alma» es una canción compuesta e interpretada por el músico argentino Luis Alberto Spinetta en el álbum Don Lucero de 1989, noveno álbum solista y 22º en el que tiene participación decisiva.
El tema está ejecutado por Spinetta (guitarra, voz y programación), Juan Carlos "Mono" Fontana (teclados), Guillermo Arrom (primera guitarra), Javier Malosetti (bajo), Jota Morelli (batería), Chofi Faruolo (programación y bajos sequencer) y Didi Gutman (teclados y coros).

## Contexto
El mundo y Argentina vivían momentos convulsionados. En noviembre de ese año caería el Muro de Berlín dando inicio al fin de la Guerra Fría iniciada en 1947 y a la disolución de la Unión Soviética dos años después. Comenzaba así el período histórico conocido como globalización, con la generalización de la reglas neoliberales.
En Argentina ese año se realizaron las primeras elecciones para renovar un gobierno democrático desde 1951, resultando ganador el Partido Justicialista con la candidatura presidencial de Carlos Menem. Por primera vez en la historia argentina un presidente democrático transmitía el poder a un presidente democrático de otro partido. Spinetta había participado activamente en la campaña electoral apoyando al candidato derrotado, Eduardo Angeloz de la Unión Cívica Radical. Pero al mismo tiempo en marzo había estallado un brote hiperinflacionario que hundió en la pobreza a la mayor parte de la población, a la vez que sucesivas leyes de impunidad dejaban en libertad a los criminales que habían cometido crímenes de lesa humanidad en las décadas de 1970 y 1980.

## El álbum
Luego de Téster de violencia, un álbum conceptual diseñado para provocar una reflexión sobre la violencia poniendo al cuerpo en el centro, Spinetta buscó hacer un álbum que se orientara en la dirección inversa. Parafraseando su propia reflexión, si Téster había sido un álbum para pensar, Don Lucero era un álbum para sentir:

Está centrado en los sentidos y en los sentimientos, no en el pensar. No hay ninguna historia contada. No hay narración, sino imágenes e impresiones. No es por vía del entendimiento que se ingresa a este disco, no es como en Téster de violencia que se podían realizar largas explicaciones intelectuales. Aquí en cambio, muchas letras no dicen nada. Las letras no existían de antes, guardadas en un cajón o apuntadas en una libreta, como sí fue el caso de Téster, sino que surgieron y brotaron de la música... Después de hablar del cuerpo el paso siguientes es lo transmigratorio, la no materia, lo que viene después del testeo.
Luis Alberto Spinetta

## El tema

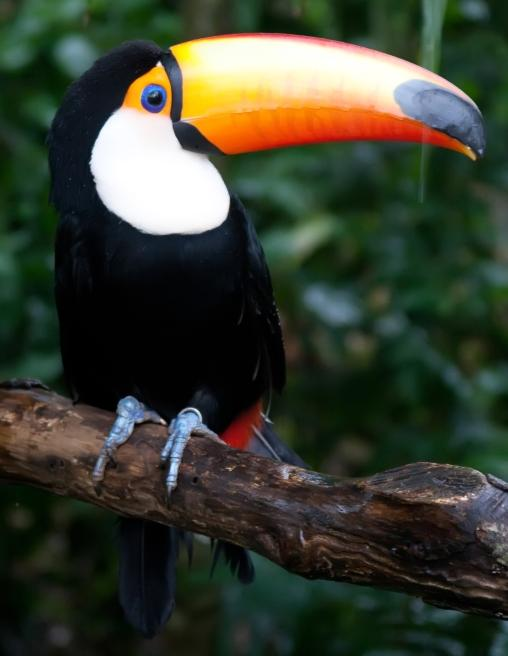
"El tucán es de una belleza tan abrumadora, de un sinsentido tan grande… Ese pico que discuerda con su propio cuerpo. No se sabe qué capricho lo metió en esa forma, pero es un capricho de belleza salvaje. Las plumas, los colores saturados… El tucán es Dios, es una manifestación de Dios" (Luis Alberto Spinetta).

El tema es el cuarto track (último del Lado 1) del álbum solista Don Lucero, un álbum sensorial de Spinetta, que reúne del Lado 1 las canciones más soft y directas. Mono Fontana influyó decisivamente en la elaboración de la melodía del tema.

Yo mirar
todo se da sin ver
de que manera el viento es
eterno guante en piel celeste de tucán
«La melodía es en tu alma», Luis Alberto Spinetta

En el libro Martropía de Juan Carlos Diez, Spinetta habla de «La melodía es en tu alma» describiéndola como una canción que busca subrayar su urgencia:

-Pregunta: ¿Por qué en algunas partes de “La melodía es en tu alma" hablás como Tarzán?
(-Spinetta:) En este caso hago uso del infinitivo para intentar su- brayar mi urgencia, como si estuviera hablando con un extranjero que no me conoce y habla un idioma extraño. Sí, la letra empieza como si hablara Tarzán. “Piel celeste de tucán” vino de observar unos tucanes vivos, divinos. Me quedé asombrado por el color de la piel, que es de un celeste medio fluorescente. Y tienen su huella digital, cuando ves su carnecita. Por supuesto que no los toqué. Sólo los observé y dialogué con ellos en silencio. Y, después de hacerlo durante un par de horas, llegué a la conclusión de que son dioses. Por eso les di esa importancia en la metáfora de la canción. El tucán es de una belleza tan abrumadora, de un sinsentido tan grande… Ese pico que discuerda con su propio cuerpo. No se sabe qué capricho lo metió en esa forma, pero es un capricho de belleza salvaje. Las plumas, los colores saturados… El tucán es Dios, es una manifestación de Dios. Esta reflexión acerca de la naturaleza es muy personal, no le puedo explicar a la gente todo ese proceder para registrar al tucán; le pongo el dato final, la piel celeste de tucán. En cuanto a la letra, son diferentes lugares de la metáfora. Si algún día tenés la oportunidad, observalos bien de cerca. Te vas a quedar pasmado cuando los veas, lo mismo que cuando ves un pez en un acuario. A veces no puedo entender la naturaleza que nos rodea, es como si prácticamente fuera un OVNI.
Luis Alberto Spinetta, Martropía

La referencia a los tucanes se relaciona también con la lectura por parte de Spinetta del libro de John Cage Para los pájaros, donde el músico estadounidense desarrollaba su visión del valor musical de los ruidos, partiendo ejemplarmente de los pájaros. Esta visión musical de la naturaleza fue asumida apasionadamente por Spinetta, al punto de dictar una clínica publicada con El sonido primordial y editar varios años después un álbum al que tituló Para los árboles, debido a su inspiración en la manera de sentir la música de Cage.
El tema tiene la peculiaridad de contar en teclados, coros y otros efectos (como los pizzicatos de teclado), con la participación del tecladista argentino Didi Gutman, quien más de una década y media después integraría la internacionalmente famosa banda Brazilian Girls.